# Vesta (Interoperabilitätsverzeichnis)
Vesta war bis 2023 das Verzeichnis für informationstechnische Standards im Gesundheitswesen.

## Beschreibung
Das Portal vesta-gematik.de ist ein zentrales Verzeichnis für technische und semantische Standards, Profile und Leitfäden im deutschen Gesundheitswesen, entwickelt und betrieben von der gematik Gesellschaft für Telematikanwendungen der Gesundheitskarte mbH.
Die Entwicklung von vesta Standards geht auf das 2015 verabschiedete Gesetz für sichere digitale Kommunikation und Anwendungen im Gesundheitswesen sowie zur Änderung weiterer Gesetze zurück, das die gematik zur Einrichtung eines Online-Verzeichnisses verpflichtete, in dem alle Standards im Umfeld der elektronischen Kommunikation im Gesundheitswesen eingetragen werden können.
Das Verzeichnis soll Transparenz über technische und semantische Standards im Gesundheitswesen schaffen und den Dialog zwischen Anbietern und Nutzern elektronischer Anwendungen, Standardisierungsorganisationen, Wissenschaft und Politik erleichtern. Dies soll Insellösungen vermeiden und Ineffizienz bei Entwicklungsaufwänden verringern. Damit kann die Interoperabilität zwischen IT-Systemen im Gesundheitswesen verbessert werden.
Ergänzt wird es durch das vesta Informationsportal, welches Telemedizin-Projekte und elektronische Anwendungen im Gesundheitswesen darstellt.

## Beantragung von IT-Standards
Antragsberechtigt sind die folgenden Gruppen:
- Anwender der informationstechnischen Systeme (z. B. Leistungserbringer, Krankenkassen)
- Interessenvertretungen der Anwender informationstechnischer Systeme (z. B. Fachgesellschaften oder Gremien der Selbstverwaltung),

- Anbieter informationstechnischer Systeme (z. B. Hersteller und Lieferanten eines informationstechnischen Systems)

- Wissenschaftliche Einrichtungen
- Standardisierungs- und Normungsorganisationen

Anbieter einer elektronischen Anwendung im Gesundheitswesen nach § 291a Absatz 7 Satz 3 SGB V oder einer elektronischen Anwendung, die aus Mitteln der gesetzlichen Krankenversicherung ganz oder teilweise finanziert wird, haben einen Antrag zur Aufnahme in vesta zu stellen.

## Prozessablauf
Zunächst entscheidet die gematik – unter Einbeziehung von Experten und der Fachöffentlichkeit – über die Interoperabilität zu Festlegungen der gematik. Anschließend wird der Eintrag mit allen Stellungnahmen und Kommentaren veröffentlicht und damit in vesta Standards aufgenommen.
Zukünftig können Inhalte von vesta Standards als Referenz empfohlen werden – ebenfalls unter Einbeziehung von Experten und der Fachöffentlichkeit.

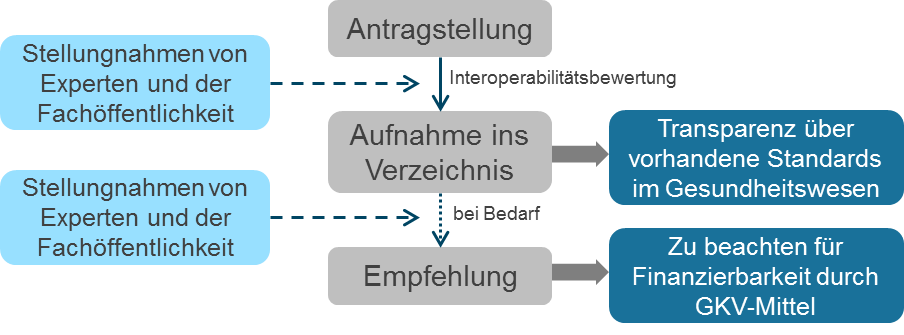
Prozessablauf in vesta Standards

## Experten und Fachöffentlichkeit
Ob ein per Antrag eingereichter Standard den Anforderungen der Interoperabilität entspricht, wird von unabhängigen Experten (Einzelpersonen, die nachweislich in relevanten Organisationen tätig sind) sowie der Fachöffentlichkeit beurteilt. Diese unterstützen die gematik auch bei der Entscheidung, welche Standards zukünftig als Referenz für informationstechnische Systeme im Gesundheitswesen empfohlen werden können.
Als Experten können sich Angehörige folgender Gruppen bewerben:
- Anwender informationstechnischer Systeme
- Vertreter der für die Wahrnehmung der Interessen der Industrie maßgeblichen Bundesverbände aus dem Bereich der Informationstechnologie im Gesundheitswesen
- Vertreter der Länder (u. a. Vertreter von Landesdatenschutzbehörden)
- Vertreter fachlich betroffener Bundesbehörden (u. a. der oder die Bundesbeauftragte für den Datenschutz und die Informationsfreiheit)
- Vertreter fachlich betroffener nationaler und internationaler Standardisierungs- und Normungsorganisationen
- Vertreter wissenschaftlicher Einrichtungen

Experten werden von der gematik benannt und vom Bundesministerium für Gesundheit bestätigt.
Jeder, der sich außerhalb der Expertenrolle bei vesta registriert, kann als Teil der sogenannten Fachöffentlichkeit ebenfalls einen Standard, ein Profil oder einen Leitfaden kommentieren.

## Interoperabilitätsbewertung
Eingereichte Anträge werden im Hinblick darauf bewertet, inwieweit die technischen und semantischen Standards, Profile und Leitfäden den Interoperabilitätsfestlegungen (Festlegungen der gematik zur Nutzung in Fachanwendungen der elektronischen Gesundheitskarte und Telematikinfrastruktur) entsprechen.
Dazu wird den Experten sowie der Fachöffentlichkeit Gelegenheit gegeben, in einer Stellungnahme bzw. einem Kommentar zu bewerten, inwieweit die zur Aufnahme beantragte Information den zum Zeitpunkt der Bewertung vorhandenen Interoperabilitätsfestlegungen der gematik entspricht.
Unter Berücksichtigung der Stellungnahmen und Kommentare wird die Bewertungsentscheidung durch die gematik getroffen.
Die Stellungnahmen der Experten und die Kommentare der Fachöffentlichkeit sowie die abschließende Bewertung der gematik werden auf vesta Standards veröffentlicht.
Die Experten können der gematik mit ihren Stellungnahmen auch Empfehlungen zur Umsetzung und Nutzung der in das Interoperabilitätsverzeichnis aufgenommenen Informationen übermitteln. Darüber hinaus kann die gematik die Experten jederzeit um Empfehlungen zu Aufbau, Pflege und Weiterentwicklung des Interoperabilitätsverzeichnisses bitten.

## Empfehlung
Die gematik kann nach § 291e Absatz 9 Satz 1 SGB V Standards, Profile oder Leitfäden, die sie auf Antrag bereits in das Interoperabilitätsverzeichnis aufgenommen hat, als Referenz für informationstechnische Systeme im Gesundheitswesen empfehlen.
Dazu wird die gematik auf vesta Standards ankündigen, für welche technischen und/oder semantischen Standards, Profile oder Leitfäden, die keine Interoperabilitätsfestlegungen sind, sie in welchen Zeiträumen Empfehlungen treffen wird. Daneben kann die gematik jederzeit auch abseits dieser Ankündigung unmittelbar Empfehlungen treffen.
Zunächst wird durch die gematik ein Entwurf für die Empfehlungsentscheidung erstellt. Schon bei der Erarbeitung dieser Empfehlung können die Experten mit einbezogen werden. Zusätzlich berücksichtigt die gematik, dass im Hinblick auf das in § 12 SGB V geregelte Wirtschaftlichkeitsgebot nach Möglichkeit Standards, Profile und Leitfäden empfohlen werden, deren Publikationen kostenfrei eingesehen und die kostenfrei genutzt werden können.
Nach der Erstellung des Entwurfs haben sowohl die Experten als auch die Fachöffentlichkeit Gelegenheit, eine Stellungnahme bzw. einen Kommentar abzugeben.
Der Empfehlungsentwurf wird zusammen mit den Stellungnahmen der Experten, Kommentaren der Fachöffentlichkeit, des Bundesamtes für Sicherheit in der Informationstechnik (falls notwendig) und der/dem Bundesbeauftragten für den Datenschutz und die Informationsfreiheit (falls notwendig) in vesta Standards veröffentlicht.
Die gematik berücksichtigt die abgegebenen Stellungnahmen und Kommentare und trifft daraufhin die finale Empfehlungsentscheidung.
Empfehlungen, welche die gematik bereits in das Interoperabilitätsverzeichnis aufgenommen hat, kann die gematik jederzeit unter Einbindung der Experten und der Fachöffentlichkeit kündigen oder durch andere Empfehlungen ersetzen. Im Fall des Ersetzens einer Empfehlung durch eine neue Empfehlung legt die gematik außerdem eine angemessene Übergangsfrist fest, in der beide Empfehlungen gelten.
Die Empfehlungen sind neben den Interoperabilitätsfestlegungen wichtig für die Finanzierung. Denn es gilt, dass elektronische Anwendungen im Gesundheitswesen nur ganz oder teilweise aus Mitteln der gesetzlichen Krankenversicherung finanziert werden dürfen, wenn die Anbieter der elektronischen Anwendungen die Empfehlungen und Festlegungen beachten.

## Informationsportal
Das vesta Informationsportal ist ebenfalls im § 291e SGB V verankert. Es ist der Nachfolger des Telemedizinportals.
Das vesta Informationsportal bietet einen Überblick über Telemedizin-Projekte und elektronische Anwendungen im Gesundheitswesen. Als zentrales Verzeichnis soll das Informationsportal von vesta dazu beitragen, Intransparenz und Insellösungen im deutschen Gesundheitswesen zu minimieren.
Alle telemedizinischen Projekte und Anbieter elektronischer Anwendungen, die aus Mitteln der gesetzlichen Krankenversicherung finanziert werden, sind gesetzlich dazu verpflichtet, eine Aufnahme in das Informationsportal zu beantragen (§ 291e Absatz 11 Satz 4 SGB V).
Der Eintrag im Informationsportal ermöglicht aber auch weiteren Anbietern, ihre telemedizinische Anwendung oder ihr E-Health-Projekt auf dieser Plattform zu platzieren.